# Racing Club de Strasbourg 1934-1935
Questa voce raccoglie le informazioni riguardanti il Racing Club de Strasbourg nelle competizioni ufficiali della stagione 1934-1935.

## Stagione
All'esordio in massima serie, lo Strasburgo riportò alcuni risultati di prestigio come la vittoria alla prima giornata con i campioni in carica del Sète, ritrovandosi solo al comando della classifica e lottando per il titolo contro il Sochaux. Vincitori del primo scontro diretto, gli alsaziani conclusero il girone di andata in testa per poi condividere il primato con i Lionceaux nelle giornate successive. In seguito a due sconfitte consecutive, fra cui quella dello scontro diretto, lo Strasburgo perse definitivamente il primato a cinque gare dalla fine, concludendo il campionato al secondo posto.
In Coppa di Francia lo Strasburgo superò due turni prima di venir eliminato dal Valenciennes, che prevalse nello scontro valido per i sedicesimi di finale grazie ad un vantaggio minimo.

## Maglie
Durante la stagione si alternano due tonalità di azzurro diverso: quella più chiara ha il colletto a girocollo, mentre quella più scura ha il colletto a polo.
| Manica sinistra · Maglietta · Maglietta · Manica destra · Pantaloncini · Calzettoni | Manica sinistra · Maglietta · Maglietta · Manica destra · Pantaloncini · Calzettoni |  |

## Organigramma societario
Area direttiva
- Presidente: Joseph Heintz

Area organizzativa
- Segretario generale:  Auguste Zinsmeister

Area tecnica
- Allenatore: Friedrich Kerr

## Risultati

### Division 1

#### Girone di andata
| 1ª giornata | Strasburgo | 5 – 2 | Sète |  |

| 2ª giornata | Strasburgo | 1 – 1 | Cannes |  |

| 3ª giornata | Excelsior Roubaix | 1 – 2 | Strasburgo |  |

| 4ª giornata | Rennes | 0 – 2 | Strasburgo |  |

| 5ª giornata | Strasburgo | 3 – 0 | Nîmes |  |

| 6ª giornata | RC France | 2 – 2 | Strasburgo |  |

| 7ª giornata | Olympique Lillois | 2 – 1 | Strasburgo |  |

| 8ª giornata | Strasburgo | 6 – 1 | Antibes |  |

| 9ª giornata | Olympique Marsiglia | 1 – 1 | Strasburgo |  |

| 10ª giornata | Sochaux | 2 – 3 | Strasburgo |  |

| 11ª giornata | Strasburgo | 4 – 2 | Mulhouse |  |

| 12ª giornata | Strasburgo | 2 – 1 | Montpellier |  |

| 13ª giornata | Olympique Alès | 1 – 5 | Strasburgo |  |

| 14ª giornata | Strasburgo | 5 – 2 | Red Star |  |

| 15ª giornata | Strasburgo | 2 – 1 | Fives |  |

#### Girone di ritorno
| 16ª giornata | Sète | 1 – 0 | Strasburgo |  |

| 17ª giornata | Cannes | 0 – 1 | Strasburgo |  |

| 18ª giornata | Strasburgo | 1 – 1 | Excelsior Roubaix |  |

| 19ª giornata | Strasburgo | 2 – 1 | Rennes |  |

| 20ª giornata | Nîmes | 0 – 1 | Strasburgo |  |

| 21ª giornata | Strasburgo | 6 – 0 | RC France |  |

| 22ª giornata | Strasburgo | 4 – 1 | Olympique Lillois |  |

| 23ª giornata | Antibes | 1 – 3 | Strasburgo |  |

| 24ª giornata | Strasburgo | 1 – 0 | Olympique Marsiglia |  |

| 25ª giornata | Strasburgo | 0 – 1 | Sochaux |  |

| 26ª giornata | Mulhouse | 4 – 1 | Strasburgo |  |

| 27ª giornata | Montpellier | 0 – 0 | Strasburgo |  |

| 28ª giornata | Strasburgo | 3 – 2 | Olympique Alès |  |

| 29ª giornata | Red Star | 1 – 3 | Strasburgo |  |

| 30ª giornata | Fives | 1 – 3 | Strasburgo |  |

### Coppa di Francia
| Quarto turno | Strasburgo | 5 – 1 | Longwy |  |

| Trentaduesimi di finale | AS Lorraine | 0 – 2 | Strasburgo |  |

| Sedicesimi di finale | Strasburgo | 0 – 1 | Valenciennes |  |